# 迷霧之子－執法鎔金：謎金
《迷霧之子系列－執法鎔金：謎金》(Mistborn: The Lost Metal)是為美國小說家布蘭登·山德森所著。英文版於2022年11月出版，中文版於2023年6月1日由奇幻基地出版，譯者為傅弘哲，為《迷霧之子》系列執法鎔金篇中的第四集，亦為該系列中最後一集。

## 登場人物

### 瓦希黎恩·拉德利安 (Waxillium "Wax" Ladrian)
暱稱為瓦。
是一名雙生師(Twinborn)，鎔金術能力是燃燒鋼的射幣(CoinShot)，藏金術則是鐵的輕掠(Skimmer)，這樣的組合被稱作撞擊(Crush)。他通常利用藏金術來以四分之三的體重生活，必要時才釋放一直儲存的體重並配合鎔金術能力推開射向自己的子彈或其他金屬制品，以手槍和霰彈槍作為武器。

### 偉恩 (Wayne)
雙生師，鎔金術能力是燃燒彎管合金的滑行(Slide)，藏金術則是金的製血者(BloodMaker)，這樣的組合名稱不明，擅長利用彎管合金來創造速度圈，並利用在其中的時間來進行變裝，也能按對象來改變自己的口音來進行潛入或解決對方的心防以套取情報，喜歡的戰鬥方式為近身戰，開啟速度圈，把敵人困在其中並以決鬥杖跟他單打獨鬥，因速度圈的關係，外面子彈很難射中，使他能在裏面安心戰鬥和利用藏金術來回復。
原本是蠻橫區的罪犯，被瓦希黎恩逮捕後成為執法者，喜歡和瓦鬥嘴，日常和瑪拉席一同搭擋出任務。與坎得拉瑟蘭交往多年。

### 史特芮絲·哈姆斯·拉德利安 (Steris Harms Ladrian)
瓦的妻子，哈姆司之女，個性體貼細心，與瓦因政治聯姻而結婚，育有一子麥斯和一個女兒廷朵。

### 瑪拉席·柯姆斯 (Marasi Colms)
史特芮絲的表妹，實為哈姆司之私生女，來自外城區，現在在依藍戴城裏念大學，主修"法律系統與犯罪行為學"，對瓦和偉恩的在蠻橫區的經歷很有興趣，鎔金術師，鎔金術能力是燃燒鎘的脈動（Pulser）。

### 黛兒欣 (Telsin Ladrian)
瓦的姊姊，恐怖團體組織的首領。